# Освіта в Кам'янці-Подільському

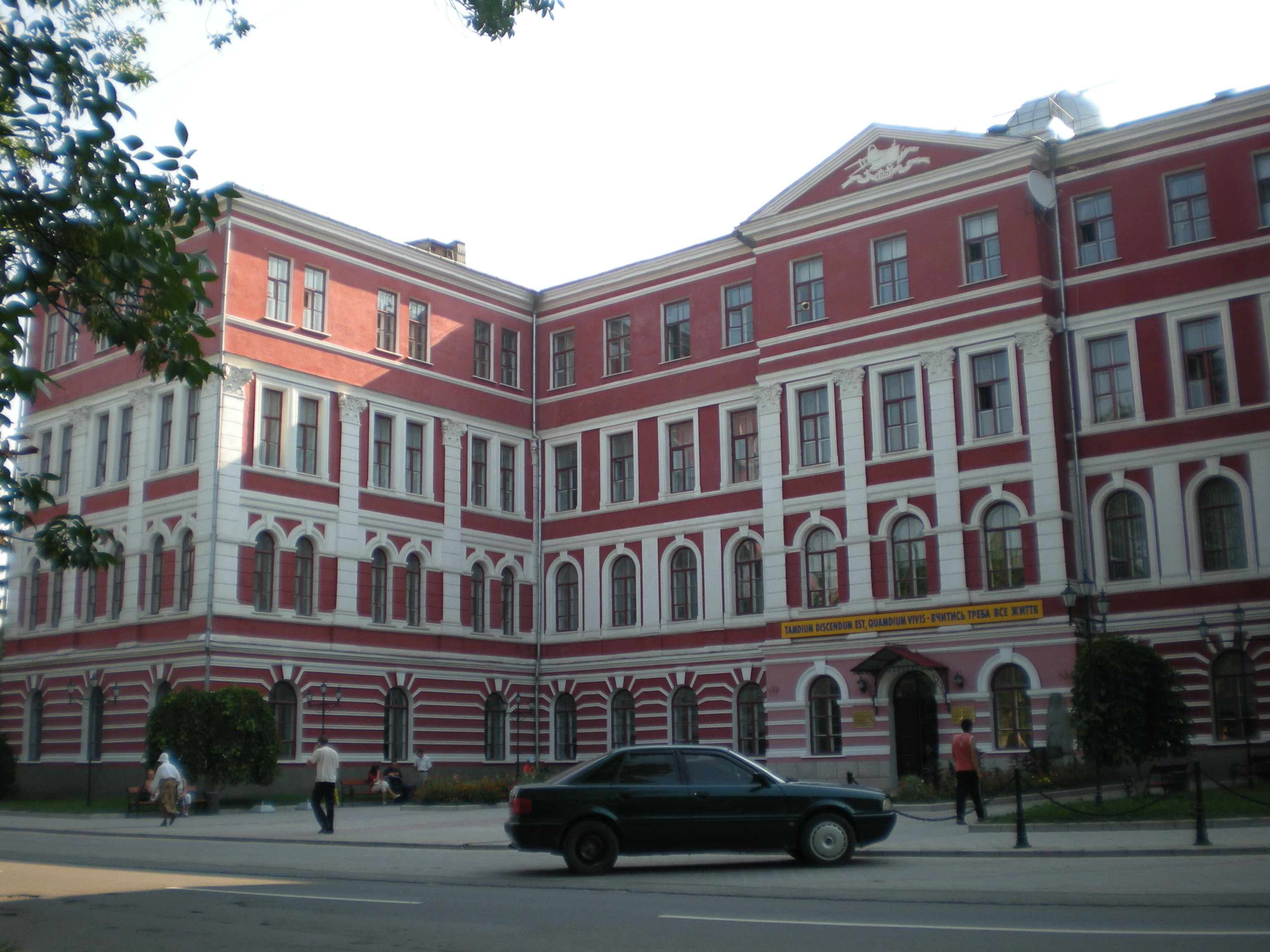
Національний університет ім. І. Огієнка

Кам'янець-Подільський — значний освітній центр Хмельницької області та України. Тут розташовані 10 вишів, зокрема 2 університети, 20 загальноосвітніх навчальних закладів (з них 1 ліцей, 1 ліцей з посиленою військово-фізичною підготовкою та 1 приватний ліцей), центр дитячої творчості, 2 спортивні школи, станція юних техніків, екологічно-натуралістичний центр та станія юних туристів.

## Історія
Документально підтверджена історія освіти в Кам'янець-Подільському починається з періоду створення УНР.

### Початкова та середня освіта
Початком літочислення історії української шкільної освіти в Кам'янці-Подільському вважають квітень 1917 року. На надзвичайному губернському засіданні після доповіді Подільського осередку товариства «Просвіта» щодо українізації освіти було прийнято рішення проводити навчання рідною мовою учнів. З цією метою в Кам'янці-Подільському, Вінниці та Балті для вчителів були запровадженні курси з української мови та педагогіки. З осені 1918 року на території губернії запроваджувалось навчання виключно українською мовою
Станом на 1918 рік річна вартість навчання становила 60 карбованців.
Нижче приведена таблиця навчальних закладів в Подільській губернії станом на березень 1919 року.
| №     | Губернія       | Нижчих початкових шкіл | Вищих початкових шкіл | Середніх шкіл |
| ----- | -------------- | ---------------------- | --------------------- | ------------- |
| 1     | Балтський      | 454                    | 13                    | 8             |
| 2     | Брацлавський   | 283                    | 20                    | 11            |
| 3     | Вінницький     | 212                    | 19                    | 10            |
| 4     | Гайсинський    | 234                    | 13                    | 4             |
| 5     | Кам'янецький   | 230                    | 14                    | 14            |
| 6     | Літинський     | 153                    | 9                     | 3             |
| 7     | Летичівський   | 246                    | 6                     | 4             |
| 8     | Могилівський   | 214                    | 12                    | 9             |
| 9     | Ольгопільський | 222                    | 10                    | 7             |
| 10    | Проскурівський | 242                    | 6                     | 3             |
| 11    | Новоушицький   | 226                    | 9                     | 3             |
| 12    | Ямпільський    | 219                    | 11                    | 7             |
| Разом | Разом          | 2935                   | 142                   | 83            |

Плідною для розвитку середньої освіти в Кам'янець-Подільському була законодавча діяльність Директорії Української Народної Республіки. Так, у червні 1919 року Міністерство освіти УНР висунуло наступні вимоги для середніх навчальних закладів краю:
- дерусифікація;
- вироблення нової навчальної програми згідно тогочасних педагогічних норм;
- забезпечення українськими підручниками.

### Середня технічна школа
Становлення професійної школи на Поділлі на початку XX ст. привертало увагу багатьох дослідників.
За свідченнями документів, Кам'янець-Подільська технічна школа розпочала діяльність у вересні 1903 року в складі 4 класів і двох відділень. З літа 1906 р. вона мала власний триповерховий будинок, в якому з вересня того ж року розпочалися заняття учнів. Крім того, навчальний заклад мав також у своєму розпорядженні один флігель розміром у 2.5 поверхи та один одноповерховий будинок. Загальна площа навчального закладу становила 448 саженів².
26 квітня 1917 року директор технічної школи відповів керівникові освітнього відомства, що при умові перебування школи у власному будинку утримання паралельних 1 та 2 класів у даний час обійдеться приблизно у 3000 рублів на рік. Паралелі у 3 класі, у зв'язку з викладанням ручної праці і зв'язаної з цим необхідності придбання матеріалів для робіт, обійдуться приблизно 3600 рублів на рік.
Відповідно, утримання паралелей у першому та другому класах давало дефіцит бюджета 1030 руб. на рік на клас, а у 3-5 класах — до 1630 рублів.
12 травня 1917 р. о 18.00 в будинку жіночої гімназії С. О. Славутинської відбулося засідання педагогічної ради Кам'янець-Подільської технічної школи, де розглядалося питання про відкриття при закладі у 1917–1918 навчальному році реальних класів. На засідання були запрошені голови Подільської губернської земської управи, повітової земської управи, міський голова, голови польської ради, товариства «Просвіта», учительської спілки, єврейської курії і Нового плану міста. Рішення було підтримано одноосібно.
Невдовзі в середній технічній школі були запровадженні наступні підручники:
- Історія

- Грушевський М. Ілюстрована історія України. — К., 1917. — 550 с.; Про старі часи на Україні. Для I і II класів гімназії і початкових шкіл. 2-е вид. — К., 1917; Всесвітня історія в короткім вигляді. Частина перша. Видання друге, К., 1917. — 168 с.
- Коваленко Г. Оповідання з історії України від найдавніших часів, з вступним словом про всесвітню історію з портретами, історичними картами і малюнками. Вид. 3-тє доповнене. — К., 1917. — 212 с.

- Рідна мова

- Тешенко О. Рідні колоски. Читанка для молодших класів гімназії. Частина І, з рисунками та малюнками художників. Видання Товариства шкільної освіти. Вийшло 4 аркуші.
- Грінченки Б. та Грінченко М. Рідне слово. Українська частинка. Перша після граматики книга до читання. Годиться для підготовчих класів середніх шкіл. Вид. 2-е з додатками. — 197 с.
- Курило О. Початкова граматика української мови. Частина І (етимологія). — 46 с.
- Залозний П. Коротка граматика української мови. Частина I і II. Вид. 3-тє. — Прилука, 1917.
- Шерстюк Г. Граматика української мови. Ч.1. Видання т-ва «Вернигора».
- Огієнко І. Граматика української мови. Приклади і матеріал до класної роботи. Для початкових шкіл і низчих класів гімназій. Вид. Череновського.

- Історія української літератури

- Єфремов С. Історія українського письменства. Вид. 3-є т-ва «Вік». Придатне для старших класів середніх шкіл.

- Географія України

- Русова С. Початкова географія. Для молодших класів середніх шкіл. Вид. 2-е.

- Арифметика

- Охріменко З. Арифметика. Збірник арифметичних задач для шкіл початкових (сільських і міських) і низчих класів середніх шкіл. Частина * — Одеса, 1917. — 60 с.; Частина II. — Одеса, 1917.
- Чепіга Я. Задачник для початкових народних шкіл. Рік перший і другий. Вид. Т-ва «Українська школа», придатне для середніх шкіл.
- Степовик. Арифметичний задачник. Частина перша. Вид. 2-е. — Полтава, 1917. Частина друга. Прості дроби і десяткові. Вид. 2-е. — Полтава, 1917.
- Шарко В. Арифметика. Систематичний курс. Ч. І. (цілі числа). Вид. т-ва «Шкільної освіти».

- Геометрія

- Кравчук та Шахрай. Пропедевтична геометрія. Видання т-ва «Вернигора».

Невдовзі усе діловодство у школі було українізовано.
Після евакуації школи із Кам'янця-Подільського влітку 1917 року в приміщення школи вселилися військові. Залишений для нагляду за будинками школи К. В. Бальчевський нічого не міг вдіяти. Такі дії призвели до вандального розграбування шкільного майна.

### Кам'янець-Подільський національний університет імені Івана Огієнка
Історія університету починає свій відлік з 17 серпня 1918 року, коли гетьман України Павло Скоропадський підписав Закон «Про заснування Кам'янець-Подільського державного українського університету». Першим ректором університету було обрано відомого вченого-мовознавця, професора, активного учасника українського державотворення Івана Огієнка. Станом на 1 липня 1919 року в університеті нараховувалось 5 факультетів: історико-філологічний, фізико-математичний, правничий, богословський та сільськогосподарський.
В університеті викладали такі визначні особистості:
- Біднов Василь Олексійович
- Тимченко Євген Костянтинович
- Федорів Мирон Олексійович
- Іван Огієнко
- Клименко Павло Володимирович
- Сіцінський Юхим Йосипович
- Драй-Хмара Михайло Опанасович
- Остапенко Сергій Степанович
- Дорошенко Дмитро Іванович
- Архипенко Євген Порфирович
- Русова Софія Федорівна

та інші.
Влітку 1920 року більшість студентів університету отримали мандати від Подільської організації Національного союзу та Української студентської громади та пішли працювати інформаторами в українські війська, зокрема в II Подільський корпус. Згодом університет було реформовано у Кам'янець-Подільський інститут теоретичних наук.
26 лютого 1921 року рішенням колегії Укрголовпрофосу на базі Кам'янець-Подільського інституту теоретичних наук було утворено два самостійних визих навчальних заклади — інститут народної освіти та сільськогосподарський інститут. На початку свого існування інститут складався з 2 факультетів — професійної освіти та соціального виховання. У свою чергу, факультет професійної освіти поділявся на два відділи — соціально-історичний та фізико-математичний. У структурі фізико-математичного відділу існувало два підвідділи: природничий і виробничий. Головним завдання факультету професійної освіти була підготовка викладачів загальноосвітніх шкіл та технікумів. Факультет соціального виховання готував кадри педагогів-колективістів, педагогів-організаторів та спеціалістів для освітніх закладів для дітей з відхиленнями у стані здоров'я і шкіл-семирічок..
На підставі положення тимчасового статуту про вищу школу, затвердженого Народним комісаром освіти України від 25 липня 1921 року, приймальна комісія Кам'янець-Подільського інституту народної освіти під керівництвом професора М. Драй-Хмари прийняла на навчання у перший курс 300 студентів, а на підготовче відділення — 150 слухачів. Обов'язковою умовою прийому в навчальний заклад була наявність письмової рекомендації партійного органу, профспілки чи комітету незаможних селян. Після закінчення польових робіт 1 листопада 1921 року в інституті почався навчальний рік. Упродовж 1921–1922 навчального року був розширений бібліотечний фонд інституту, а також створено: фізичну, хімічну та зоологічну навчальні лабораторії, астрономічна обсерваторія, музей мистецтв, археологічний музей.
Наприкінці жовтня 1922 року Кам'янець-Подільський інститут народної освіти на підставі рішення прозидії Укрголовпрофосу Народного комісаріату освіти України був реформований. Його було перетворено у навчальний педагогічний заклад соціального виховання з дошкільним і шкільним відділенням на базі математичних, природничих та соціально-економічних наук із запровадженням спеціалізації. У 1923 році було ліквідовано факультет професійної освіти, а хімічне відділення виділене в самостійну структуру з відділеннями силікатних та бродильних речовин. На його базі незабаром був створений хімічний технікум.
У березні 1922 року почались репресії проти викладачів інституту. Спочатку були проведені обшуки у квартирах. Частина викладачів потрапили до в'язниць. За наказом політкомісара С. Чалого № 3 від 8 жовтня 1921 року були заборонені будь-які відпустки.
У 1921–1922 роках по інституту прокотилась хвиля пролетаризації, в ході якої була проведена студентська перереєстрація. З цією метою Головпрофосвіти спільно з політкомісарами ВНЗ розробили «Положення про проведення генеральної чистки». За наказом політкомісара інституту від 10 травня 1922 року з 15 по 20 травня 1922 року була проведена перереєстрація усіх без винятку студентів. У результаті трудових та політичних чисток з ВНЗ було відраховано близько 500 осіб, ще 150 студентів було відраховано за порушення трудової дисципліни. У той час набула поширення практика розгляду справ про відрахування на товариського суду за звинуваченням у «трудовому дизертирстві».
З 1925–1926 навчального року в інституті було запроваджено чотирічне навчання. З 1928 року в інституті почав функціонувати екстернат.
3 вересня 1930 року Кам'янець-Подільський інститут народної освіти було реорганізовано в інститут соціального виховання на базі факультету соціального виховання з наступними відділеннями: агробіологічне, техніко-математичне, історико-економічне та мовно-літературне. Була скасована посада ректора та запроваджена посада директора. Запроваджувався принцип єдиноночальності. Згідно рішення пленуму ЦК ВКП(б) від листопада 1929 року виборність директора, його заступників та деканів скасовувалась і замінялась призначеннями. Ліквідовувалось правління інституту. При директорові створювалась дорадчий орган — вчена рада.
Було здійснено ряд змін у внутрішньому розпорядку ВУЗа. Запроваджувався безперервний тиждень та безперервний навчальний рік. Канікули відбувались у різний час для кожного відділу. Прийом до інституту запроваджувався двічі на рік — 1 вересня та 1 травня. З 1923 року обов'язковими при вступі стали вступні іспити.
Відповідно до партійних директив прийом у ВНЗ здійснювався на класовій основі. Так, згідно циркуляра Народного комісаріату освіти УСРР до усіх конкурсних комісій від 26 квітня 1930 року наголошувалось про конкурсний відбір по куріям (в залежності від соціального походження). Згідно постанови Кам'янець-Подільського ортпаркому від 27 травня 1930 року встановлювались такі квоти на прийом до Інституту соціального виховання:
- робітники та батраки — 40%;
- селяни та колгоспники — 50%;
- діти фахівців — 10%.[24]

У 1931–1932 роках розпочалась уніфікація методів та форм навчання відповідно до постанови ЦВК СРСР від 19 вересня 1932 року «Про навчальні програми й режим у вищій школі та технікумах».
Згідно постанови Раднаркому УСРР від 10 березня 1933 року інститут соціального виховання був перетворений у Кам'янець-Подільський педагогічний інститут, однак вже у 1935 році розпорядженням Наркомату УСРР Кам'янець-Подільський педагогічний інститут було ліквідовано.

## Сучасний стан
Вищі навчальні заклади:
| Емблема | Назва                                                                                              | Директор/ ректор               | Рівень акредитації    |
| ------- | -------------------------------------------------------------------------------------------------- | ------------------------------ | --------------------- |
|         | Кам'янець-Подільське медичне училище                                                               | Клим Віктор Степанович         | I рівень акредитації  |
|         | Кам'янець-Подільський індустріальний коледж                                                        | Чорний Анатолій Артемович      | I рівень акредитації  |
|         | Кам'янець-Подільський коледж харчової промисловості Національного університету харчових технологій | Решетюк Григорій Михайлович    | II рівень акредитації |
|         | Кам'янець-Подільський коледж ПДАТУ                                                                 | Муравка Тарас Петрович         | I рівень акредитації  |
|         | Кам'янець-Подільський коледж культури і мистецтв                                                   | Нижник Сергій Володимирович    | I рівень акредитації  |
|         | Кам'янець-Подільський коледж будівництва, архітектури та дизайну                                   | Мальченко Ольга Володимирівна  | I рівень акредитації  |
|         | Кам'янець-Подільський планово-економічний технікум-інтернат                                        | Цопа Віктор Григорович         | I рівень акредитації  |
|         | Кам'янець-Подільський національний університет                                                     | Завальнюк Олександр Михайлович | VI рівень акредитації |
|         | Подільський державний аграрно-технічний університет                                                | Бахмат Микола Іванович         | VI рівень акредитації |

Заклади професійно-технічної освіти:
| Емблема | Назва                                    | Директор                          |
| ------- | ---------------------------------------- | --------------------------------- |
|         | Професійно-технічне училище № 6          | Чорний Володимир Петрович         |
|         | Вище професійне училище № 14             | Чикригін Борис Федорович          |
|         | Художнє професійно-технічне училище № 15 | Яловий Іван Федорович             |
|         | Професійне-технічне училище № 26         | Михайловський Анатолій Людвигович |

Станом на листопад 2013 року в місті діє 20 загально-освітніх навчальних закладів:
| Емблема | Назва | Тип закладу                           | Директор                        |
| ------- | --- | ------------------------------------- | ------------------------------- |
|         | Кам'янець-Подільська спеціалізована загальноосвітня школа I–III ступенів № 1 з поглибленим вивченням німецької мови Хмельницької області                                                              | Школа                                 | Судець Валентна Василівна       |
|         | Кам'янець-Подільська загальноосвітня школа I–III ступенів № 2 імені Т. Г. Шевченка Хмельницької області                                                                                               | Школа                                 | Кирик Олег Миколайович          |
|         | Кам'янець-Подільська спеціалізована загальноосвітня школа I–III ступенів № 5 з поглибленим вивченням інформатики Хмельницької області                                                                 | Школа                                 | Сивак Ольга Дмитрівна           |
|         | Кам'янець-Подільська загальноосвітня школа I–III ступенів № 6 Хмельницької області | Школа                                 | Остафійчук Тетяна Володимирівна |
|         | Кам'янець-Подільська загальноосвітня школа I–III ступенів № 7 Хмельницької області | Школа                                 | Лаврусевич Олег Анатолійович    |
|         | Кам'янець-Подільський навчально-виховний комплекс № 8 в складі гімназії та загальноосвітньої школи I–III ступенів з української та російської мовами навчання Хмельницької області                    | Школа                                 | Ромась Олена Степанівна         |
|         | Кам'янець-Подільський навчально-виховний комплекс № 9 у складі спеціалізованої загальноосвітньої школи I–III ступенів з поглибленим вивченням англійської мови та школи мистецтв Хмельницької області | Навчально-виховний комплекс           | Осадчук Наталія Вікторівна      |
|         | Кам'янець-Подільська загальноосвітня школа I–II ступенів № 11 Хмельницької області | Школа                                 | Безручко Ніна Кирилівна         |
|         | Кам'янець-Подільська загальноосвітня школа I–III ступенів № 12 імені Л. В. Дмитерка Хмельницької області                                                                                              | Школа                                 | Охота Інна Василівна            |
|         | Кам'янець-Подільський навчально-виховний комплекс № 13 у складі гімназії та спеціалізованої загальноосвітньої школи I–III ступенів з поглибленим вивченням польської мови Хмельницької області        | Навчально-виховний комплекс           | Кішко Валерій Петрович          |
|         | Кам'янець-Подільська загальноосвітня школа № 14 І ступеня Хмельницької області | Школа                                 | Васильянова Наталія Сергіївна   |
|         | Кам'янець-Подільська гімназія Хмельницької області | Гімназія                              | Кирик Микола Михайлович         |
|         | Кам'янець-Подільська загальноосвітня школа I–III ступенів № 15 Хмельницької області | Школа                                 | Слободянюк Василь Петрович      |
|         | Кам'янець-Подільський навчально-виховний комплекс № 16 у складі загальноосвітньої школи I–III ступенів та колегіуму Хмельницької області                                                              | Навчально-виховний комплекс           | Ніколайчук В'ячеслав Дмитрович  |
|         | Кам'янець-Подільський навчально-виховний комплекс у складі загальноосвітньої школи I–II ступенів та ліцею № 17 Хмельницької області                                                                   | Навчально-виховний комплекс           | Ткачук Борис Миколайович        |
|         | Кам'янець-Подільський ліцей | Ліцей                                 | Ковальська Тамара Григорівна    |
|         | НВК № 3 | Навчально-виховний комплекс           | Токар Оксана Володимирівна      |
|         | Кам'янець-Подільський ліцей з посиленою військово-фізичною підготовкою Хмельницької області | Спеціалізований ліцей                 | Рощук Олександр Степанович      |
|         | Кам'янець-Подільський навчально-виховний комплекс «Антей» Хмельницької області | Приватний навчально-виховний комплекс | Блажкова Інна Опанасівна        |

Окрім того, в місті діє 17 дошкільних навчальних закладів комунальної власності:
| Емблема | Назва                                                                 | Директор                           |
| ------- | --------------------------------------------------------------------- | ---------------------------------- |
|         | Кам'янець-Подільський дошкільний навчальний заклад № 1 «Барвінок»     | Петровська Алла Іванівна           |
|         | Кам'янець-Подільський дошкільний навчальний заклад № 2 «Гномик»       | Сопільник Броніслава Володимирівна |
|         | Кам'янець-Подільський дошкільний навчальний заклад № 3 «Теремок»      | Басалига Оксана Володимирівна      |
|         | Кам'янець-Подільський дошкільний навчальний заклад № 5 «Олімпійський» | Новікова Раїса Василівна           |
|         | Кам'янець-Подільський дошкільний навчальний заклад № 7 «Колобок»      | Стахурська Лілія Миколаївна        |
|         | Кам'янець-Подільський дошкільний навчальний заклад № 8 «Колосок»      | Ганушкевич Інна Борисівна          |
|         | Кам'янець-Подільський дошкільний заклад № 9 «Барвистий віночок»       | Стасюк Оксана Станіславівна        |
|         | Кам'янець-Подільський дошкільний заклад № 12 «Веселка»                | Беніцька Зіна Францівна            |
|         | Кам'янець-Подільський дошкільний заклад № 15 «Джерельце»              | Беспала Леся Валеріївна            |
|         | Кам'янець-Подільський дошкільний заклад № 16 «Айболить»               | Роєцька Тетяна Петрівна            |
|         | Кам'янець-Подільський дошкільний заклад № 17 «Світлячок»              | Беспала Леся Валеріївна            |
|         | Кам'янець-Подільський дошкільний заклад № 18 «Зірочка»                | Кульчицька Ірина Анатоліївна       |
|         | Кам'янець-Подільський дошкільний заклад № 20 «Дзвіночок»              | Конфітовська Світлана Іванівна     |
|         | Кам'янець-Подільський дошкільний заклад № 21 «Золота рибка»           | Кирик Людмила Вікторівна           |
|         | Кам'янець-Подільський дошкільний заклад № 22 «Чебурашка»              | Довгопол Ольга Юріївна             |
|         | Кам'янець-Подільський дошкільний заклад № 23 «Лелека»                 | Вершигрук Людмила Семенівна        |
|         | Кам'янець-Подільський дошкільний заклад № 30 «Сонечко»                | Сухарєва Людмила Григорівна        |

та 6 позашкільних установ:
| Емблема | Назва                                                                                              | Директор                                   |
| ------- | -------------------------------------------------------------------------------------------------- | ------------------------------------------ |
|         | Кам'янець-Подільський центр дитячої творчості Хмельницької області                                 | Ткачук Олександр Володимирович             |
|         | Кам'янець-Подільська станція юних техніків Хмельницької області                                    | т.в.о. директора Боровик Василь Васильович |
|         | Кам'янець-Подільський міський еколого-натуралістичний центр учнівської молоді Хмельницької області | Климчук Василь Васильович                  |
|         | Кам'янець-Подільська станція юних туристів Хмельницької області                                    | Атаманюк Тетяна Петрівна                   |
|         | Кам'янець-Подільська дитяча юнацька спортивна школа № 1 Хмельницької області                       |                                            |
|         | Кам'янець-Подільська дитяча юнацька спортивна школа № 2 Хмельницької області                       | Невенгловський Дмитро Володимирович        |